# Kapela sv. Marjete, Domajinci
Kapela je v kraju Domajinci, spada v župnijo Cankova, ter občino Cankova.

## Preselitev kapele iz Puževec
Ko je ob koncu 19. stoletja propadla kapela svete Marjete v Puževcih, so domačini leta 1880 postavili kapelo v svoji vasi v čast sv. Marjeti, kot je bila v Puževcih. Tako je kapela v Domajincih takorekoč nadaljevanje kapele v Puževcih. Kapela v Puževcih je združevala vernike iz vasi Puževci, Lemerje, Brezovci in Strukovci.
Iz evangeličanskega vizitacijskega zapisnika leta 1627 je razvidno, da je bil pri tej kapeli katoliški duhovnik, ki se je zaradi časovnih razmer umaknil iz Martjanec. Iz katoliškega vizitacijskega zapisnika pa zvemo, da je leta 1698 pri tej kapeli deloval licenciat Adam Vertič, doma iz Gornje Lendave (sedaj Grad). Naslednji znani puževski licenciat je bil Nikolaj Miholič, ki se je leta 1756 preselil na Tišino za kantorja. 
Leta 1754 je bila ustanovljena župnija na Cankovi in vasi okrog Puževec so bile priključene cankovski župniji. Kapela v Puževcih, ki je bila lesena, je začela propadati in je v drugi polovici 19. stoletja popolnoma propadla. Stala je na kraju, kjer je sedaj puževsko pokopališče in kjer so evangeličanski verniki v račetku 20. stoletja postavili »kamuro«. Tu je sedaj v začetku julija vsako leto ekumensko bogoslužje. 
Iz razpadajoče puževske kapele so rešili samo starodavno sliko svete Marjete in 100 kilogramski zvon. Oboje je sedaj v kapeli v Domajincih. Grajena je iz opeke, streha je dvokapnica; kritina je bobrovec, na zvoniku, ki je visok 15 m pa je pobarvana pločevina. Oltar je iz opeke, nad njim pa je lesen nastavek s tabernakljem. Kapela ima nekaj predmetov, ki se rabijo pri sveti maši. Slovesna sveta maša je na binkoštni ponedeljek in na Marjetino nedeljo. Za stoletnico - 1980 - je bila zunaj in znotraj obnovljena. Za zvonjenje in njeno oskrbo skrbi za to določena oseba. Meseca maja imajo verniki iz vasi v kapeli vsak večer šmarnično pobožnost.

## Arhitektura
Kapela z zvonikom je iz leta 1880. Streha zvonika je pločevinasta. Kapelo pokriva dvokapna opečna streha, ki je v zadnjem delu zaokrožena.
Kapela stoji ob cesti sredi vasi.